# 二結王公廟
24°42′29″N 121°46′08″E / 24.708182°N 121.768861°E
二結王公廟，又名二結鎮安廟，是位於臺灣宜蘭縣五結鄉鎮安村的古公三王廟宇，在1997年因原地要蓋新廟，村民藉由集體拖行舊廟以參與社區總體營造。其舊廟建築與王公誕辰會過火皆被列為宜蘭縣文化資產。

## 舊廟
二結鎮安廟位於五結鄉二結地區的鎮安村，村內還有二結車站、二結農會穀倉、林義雄成立的慈林紀念館。廟名在地方上俗稱「王公廟」，由來是乾隆五十一年（1786年）時漳浦縣人廖地攜帶古公三王神像來到噶瑪蘭。廟於該年草創。1929年在信徒捐輸下改建，於1932（昭和7）年竣工目前的舊廟。內樑上的兩個獅座上還雕刻翅膀的裸體天使，相當少見。廟內有林再興、許清樹師徒作品。1986年，二結王公廟因為香客愈多，廟方決議將舊廟拖移，原地蓋新廟。
1997年9月28日舉行人工拖廟，圍觀民眾約近千人。上午8點，廟方先舉行敬王公儀式，暫奉休息室的老大王公、老二王公、老三王公及眾分身共七尊神像被請出坐鎮輦轎，司儀頌唸儀典，包括獻果獻爵、讀疏焚表、拜旗起駕等。七座輦轎在廣場上奔逐晃動，由其中的二王公到四個廟角出火，各轎則分別叩桌敕符，最後回駕禮成。圍觀群眾被要求口含榕葉以淨煞。上午9點，宜蘭縣長游錫堃、文建會主任秘書黃振隆、臺灣省文化處處長洪孟啟、立委朱惠良以及省民政廳、宜蘭各地民意代表等率續到來。參與拖廟的隊伍分為四，各地社區及表演團體、仰山之友、報名民眾、最後是人數最多的二結等五村村民。共分為六隊、十二條纜繩。10時15分正式展開，在優人神鼓鼓聲號令下，眾人將重達六百餘噸的廟體斜角拖了將近6尺，完成這項象徵保存舊廟、啟建新廟的儀式。之後透過機械輔助的方式，將舊廟向前方平移90公尺，轉180度與新廟對望。
最後舊廟共平移150公尺並轉向，從坐北朝南後轉180度，改為坐南朝北，離預定的框界只有5公分之差。該次社區總體營造來保存舊廟的方式引起作家李潼、吳念真的稱讚。但漢寶德不以為然，除批判像是冬山河的宜蘭文化建設有日本味，並認為宜蘭社區文化活動方向走偏，集體遷廟完全是日本式的活動。後來2006年屏東縣枋寮鄉的北勢寮保安宮也舉辦這類活動，遷移舊廟。仰山文教基金會祕書長林奠鴻在2009年表示，當時縣長游錫堃建議融入社區營造概念，這場千人移廟活動，讓各地都知道此廟的名聲，如今新廟雖尚未完成，王公文化節卻得以流傳下來。參與舉辦此活動的大二結社區居民成立的大二結文教促進會（今財團法人大二結文化基金會），被譽為凝聚大二結的社區意識、宜蘭縣社造典範，而於2017年獲得文化資產局國家文化資產保存獎。
舊廟在整修後改成二結庄生活文化館，於2001年12月29日，王公誕辰之日開館。鎮安、三興、二結村民神前擲筊，以允杯多寡，決定中門、右門、左門、左、右廂房開門順位，並為廟前燃起兩萬四千台斤木炭，多頂神轎盛大過火，吸引人潮圍觀。文建會二處處長陳濟民、五結鄉長沈德茂等多人參與。

## 新廟
財團法人二結王公廟董事長簡進輝在2000年12月10日表示，基金會計畫以六年時間花費十二億元興建可長年保存千年之廟，第一年興建工程已完成廟基工程。新廟的建築工程由日本的象集團規畫設計，建築師為西尾昌浩，並引進法國的石造建築工法，除了屋頂為木結構外，廟柱、壁面、地坪皆為石造。廟高廿一公尺。其空間設計除宗教祭祀外，同時也規劃社區集會的公共生活空間。新廟有每個造價新台幣一百萬元廿四個避震器，約有一千多公斤重，只要建物地表不突起，可以承受左右搖晃一公尺的地震。
因經費龐大，募款不易，加上工程難度高，工程長期停擺，廟方只好變更設計，廟體從花崗岩改用鋼構及鋼筋混凝土，預算縮減為三億元，延誤20年後，總算建出雛型。2018年1月13日子時舉行王公列聖入火安座儀式，次日舉行敬謝玉皇（謝三界）科儀。

## 祭祀
早期蘭陽溪溪南與溪北交通來往，最近的一條路都需經過二結，也因此讓二結王公廟的香火不衰。宜蘭有俗諺用「請二結王公─尾步了」，比喻情況危急，得請王公出面來化解；如稱讚人本事高能力強，就說他像二結王公。2009年報導，八旬的廟宇志工林添源回憶童年時，附近居民若生病無法求醫，都到此廟求藥，王公都會指示到菜園找草藥。
五結鄉各地的大拜拜日分散，在大二結地區包括二結、鎮安及上四、三興、中興的一部分，以二結王公廟為共同信仰，統一拜拜日是農曆十一月十五日。當日王公誕辰會舉行過火，信徒帶著神轎，依王公指示到村裡找尋乩童，並用一根細長的銅針貫穿乩童兩頰，代表依王公意旨行事，且要緘默，在過程中一句話都不能說，接著才回到廟埕過火，稱為稱「抓乩童」。過火後，信徒會拿衣服在火堆上揮舞，以消災祈福。

## 圖集

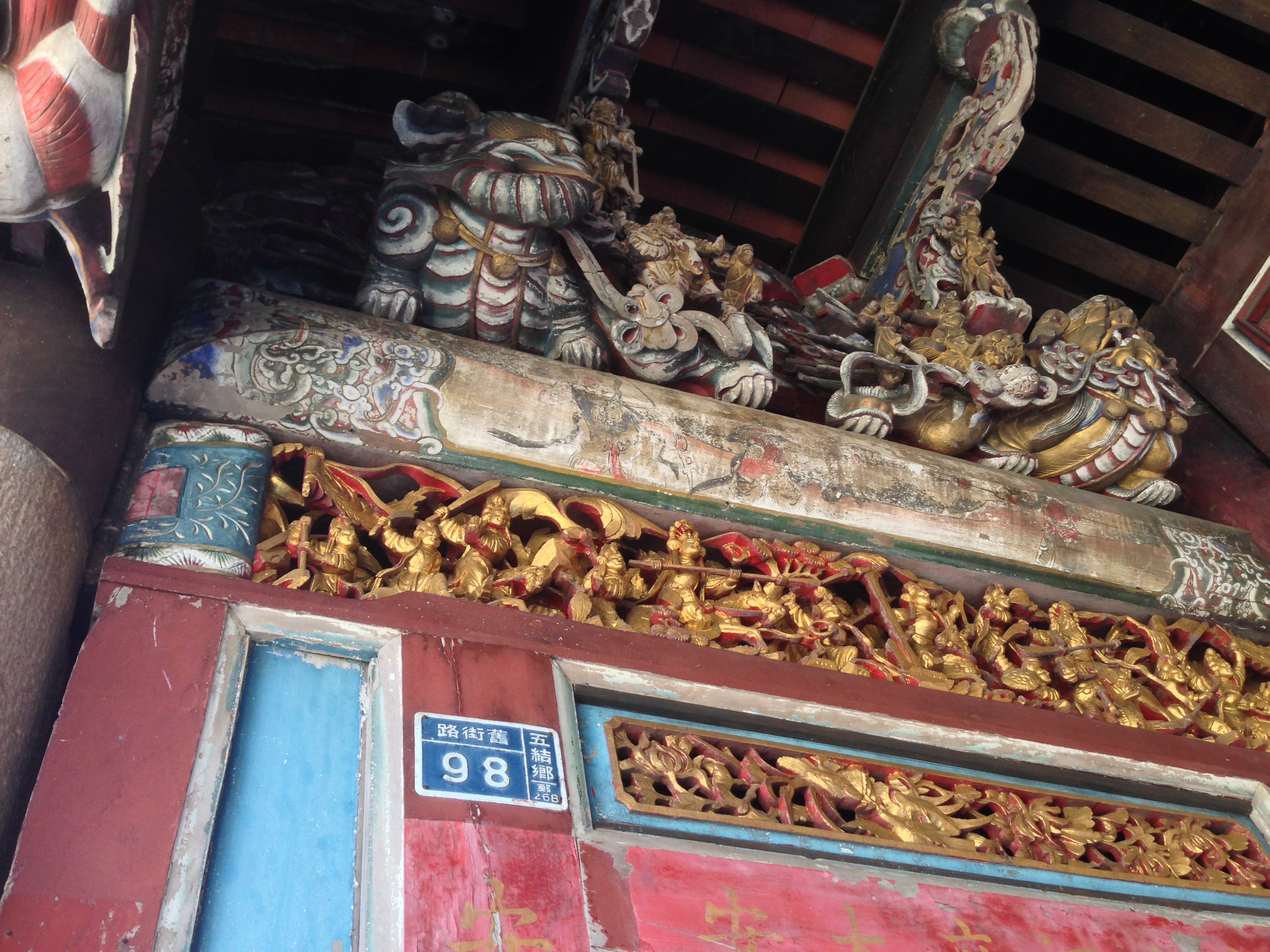
舊廟門牌
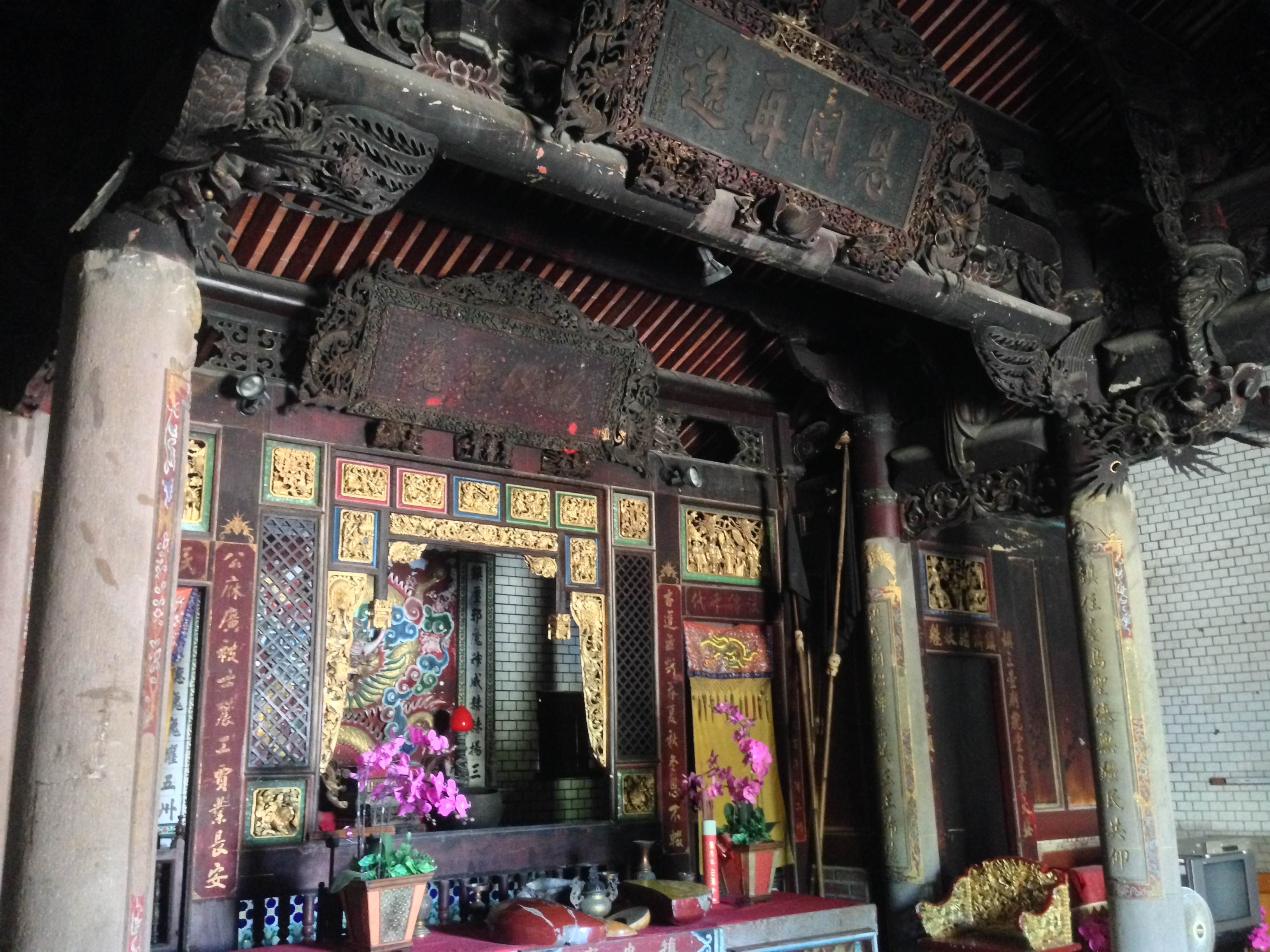
舊廟內部
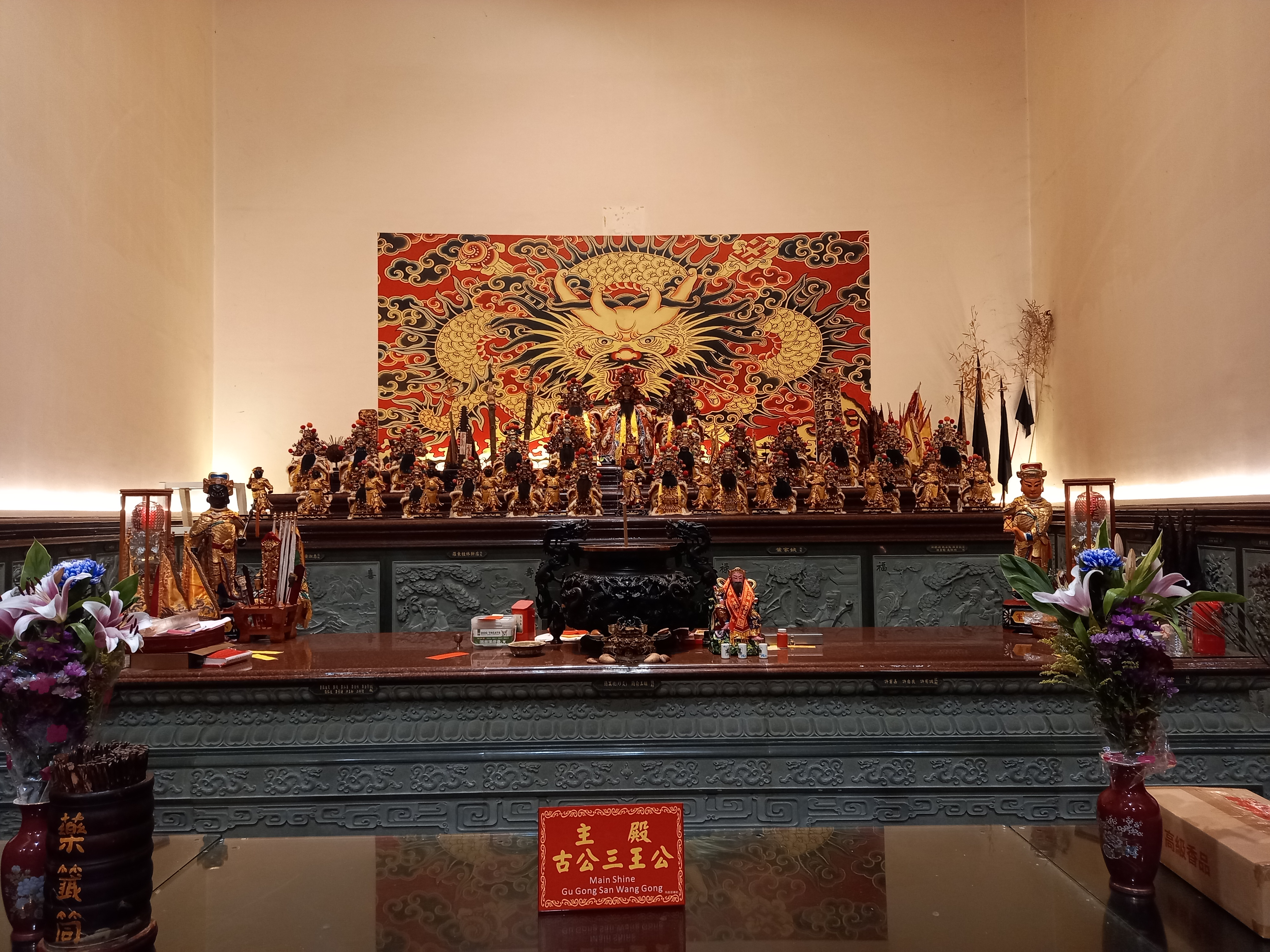
二結王公廟奉祀古公三王主殿
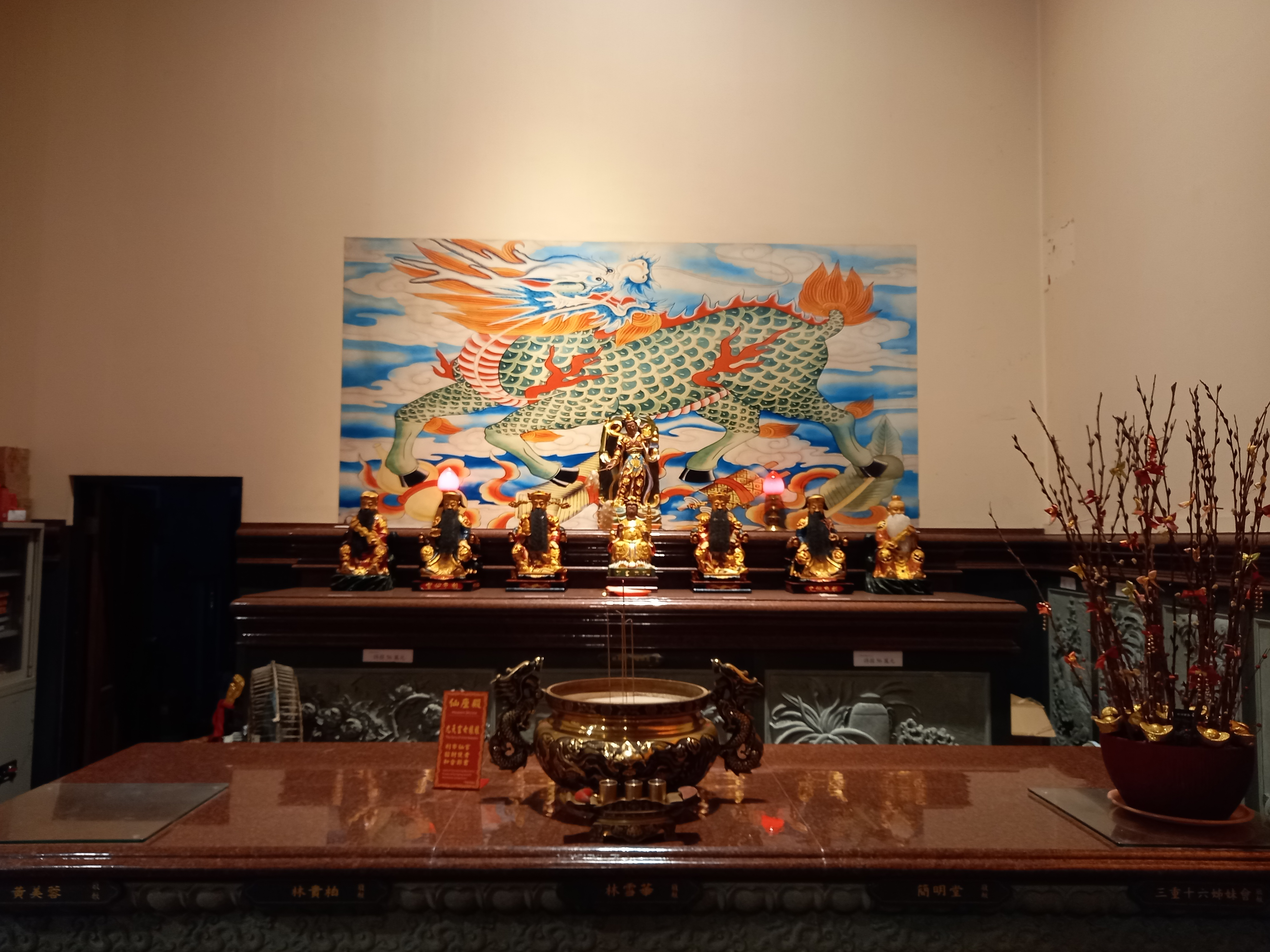
二結王公廟奉祀九天玄女娘娘、利市仙官、招財使者、和合郎君仙座殿，
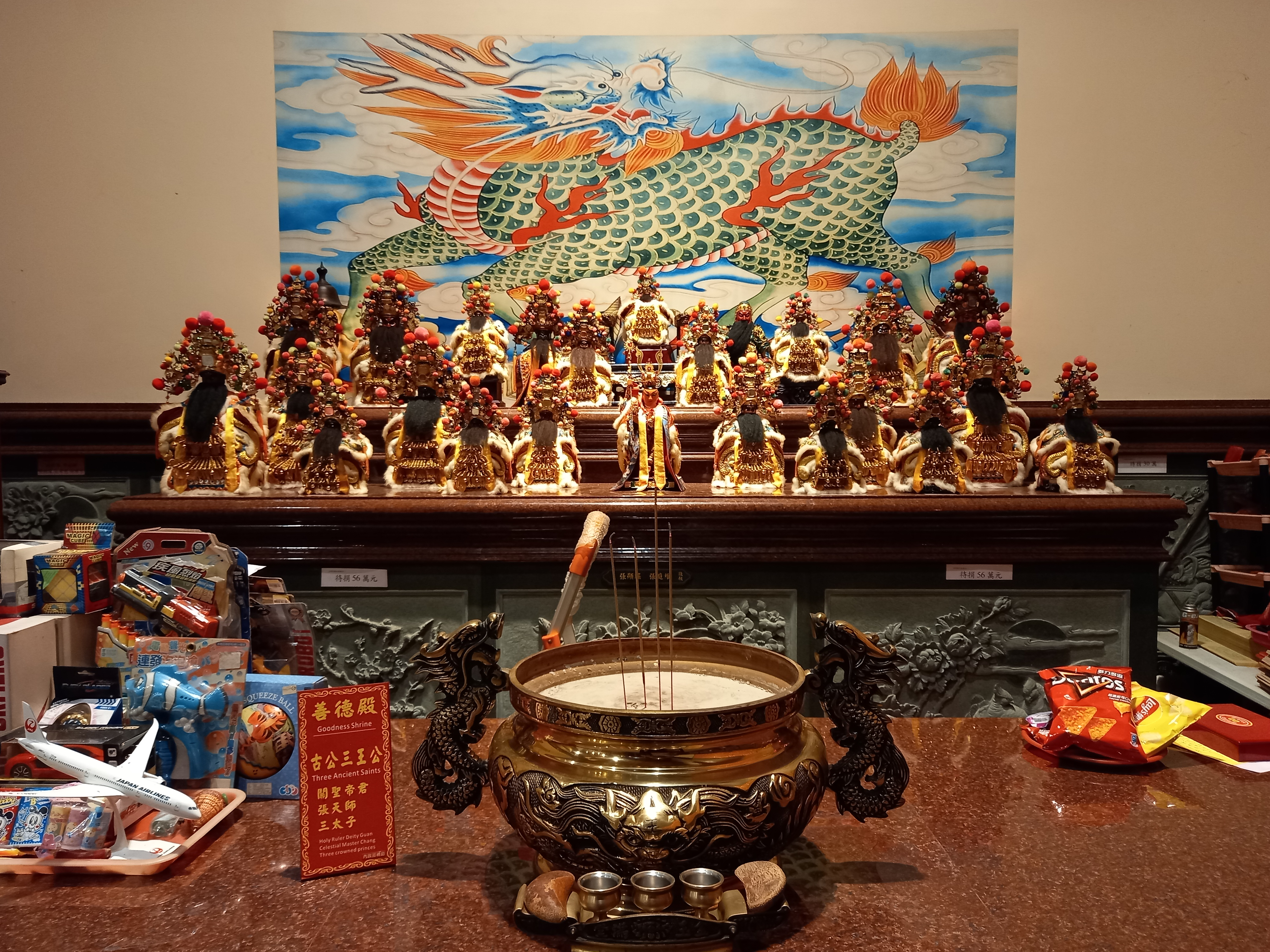
二結王公廟奉祀關聖帝君、中壇元帥（哪吒太子）、張天師、古公三王公善德殿

## 外部連結
- 官方网站
- 二結王公廟的Facebook專頁
- 二結王公廟——文化部文化資產局（页面存档备份，存于）
- 二結王公過火——文化部文化資產局（页面存档备份，存于）